# Gerd von Tresckow
Gerd von Tresckow est un officier allemand de la Seconde Guerre mondiale, né le 21 mars 1899 à Lüben et mort le 6 septembre 1944 à Berlin, dans des conditions non clairement élucidées.
Il est le frère aîné de Henning von Tresckow, l'un des principaux conjurés du complot du 20 juillet 1944 contre le régime nazi.

## Biographie
Gerd von Tresckow est issu d'une famille de noblesse prussienne (de) qui comprend de nombreux officiers. Son père est Hermann von Tresckow.
Il grandit avec son frère Henning dans le château de Wartenberg. Il reçoit d'abord l'éducation d'un précepteur puis à l'institution de l'abbaye de Loccum. Il entre dans l'armée au début de la Première Guerre mondiale au sein du 1er régiment de garde à pied. En août 1918, il est fait prisonnier par les Français à Crécy-au-Mont.
Libéré en 1920, il fait la connaissance de Hans von Wedemeyer (de). De 1935 de 1940, il possède le domaine d'Osteroda, vaste de 233 hectares. Il fait un premier mariage le 4 juin 1925 avec Cornelia Martha Helene von Köller. Le couple donne naissance à deux filles puis se sépare en 1935. Gerd von Tresckow se remarie ensuite avec Erika von Schlieffen (de), avec laquelle il a trois autres filles.
Dès 1934, il émet des critiques envers le nazisme, inspirés par sa confession chrétienne. En août 1939, Gerd et Henning von Tresckow se rapprochent de Fabian von Schlabrendorff, l'époux d'une cousine.
Pendant la Seconde Guerre mondiale, Gerd von Tresckow est Oberstleutnant (lieutenant-colonel). Il est affecté dans une division en Italie. Trois jours après l'attentat manqué contre Hitler en juillet 1944, il se dénonce auprès du général Joachim Witthöft dans le Sud de Faenza. Il est arrêté et amené à Berlin, dans la prison de Moabit. Il y meurt le 6 septembre des suites des tortures subies lors d'interrogatoires, ou bien d'une tentative de suicide suivie d’une défaillance cardiaque inhérente à des antécédents de faiblesse à ce niveau. La famille refuse de récupérer son corps.